# 민웨 조선족 향
민웨 조선족 향(중국어: 民乐朝鲜族乡, 병음: mínyuè cháoxiǎnzú xiāng, 중국조선어: 민악조선족향)은 중화인민공화국 헤이룽장성 하얼빈시 산하의 우창시관할에 있는 조선족 민족향이다.

## 행정구역
富胜村、民乐村、红光村、双义村、新乐村和振兴村。